# Luis Paz
Luis Paz Moreno (23 de maio de 1939) é um ex-futebolista colombiano que atuava como meia.

## Carreira
Luis Paz fez parte do elenco da Seleção Colombiana de Futebol, na Copa do Mundo de  1962.